# Strezimirovci
Strezimirovci (em cirílico: Стрезимировци) é uma vila da Sérvia localizada no município de Surdulica, pertencente ao distrito de Pčinja. A sua população era de 25 habitantes segundo o censo de 2011.

## Demografia
| 1948 | 1953 | 1961 | 1971 | 1981 | 1991 | 2002 | 2011 |
| ---- | ---- | ---- | ---- | ---- | ---- | ---- | ---- |
| 485  | 440  | 346  | 256  | 182  | 101  | 53   | 25   |